# Hans Schnopfhagen

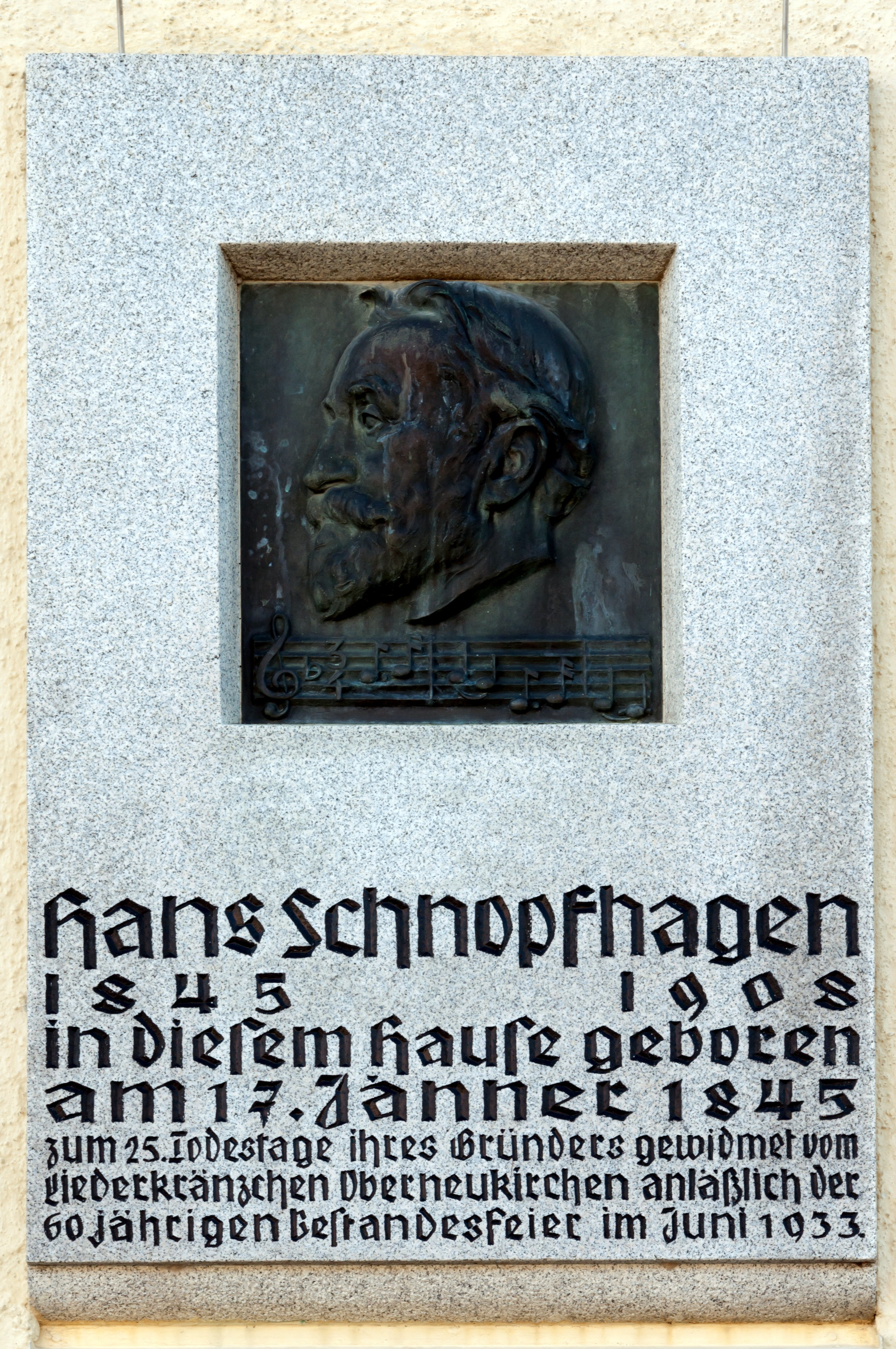
Gedenktafel am Geburtshaus von Hans Schnopfhagen.

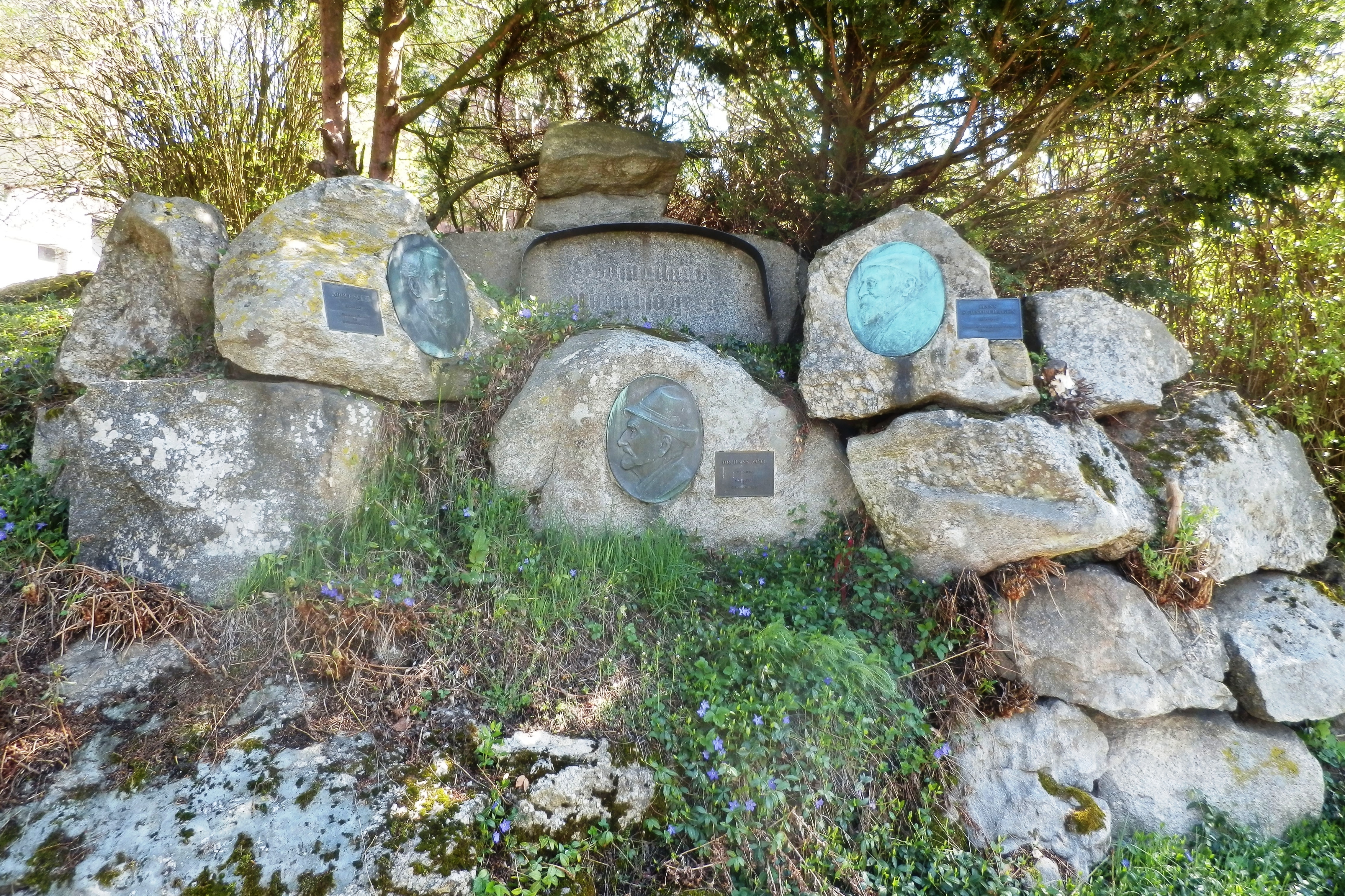
Schnopfhagendenkmal am Hansberg

Hans Schnopfhagen (* 17. Jänner 1845 in Oberneukirchen, Oberösterreich; † 27. Juni 1908 in Sankt Veit im Mühlkreis, Oberösterreich) war ein österreichischer Komponist, Heimatdichter und Pädagoge.
Schnopfhagen war als Lehrer tätig und hatte sich früh mit Gesang und Musik beschäftigt. Seine erste Stelle erhielt er als Schulgehilfe in Niederwaldkirchen, ab 1867 in Bad Leonfelden. Dort lernte er den Volksdichter und Brauchtumspfleger Hans Zötl kennen.
Hans Schnopfhagen war in Folge als Oberlehrer in St. Veit im Mühlkreis tätig. Dort gründete er das "Stelzhamer-Quartett", für welches er zahlreiche Mundartgedichte vertonte. Darunter auch der "Hoamatgsang", der seit 1952 die oberösterreichische Landeshymne ist.
Außerdem gründete er 1873 in seinem Heimatort Oberneukirchen den "Liederkranz Oberneukirchen", dessen Chorleiter er bis zu seinem Tod war. 1907 wurde Schnopfhagen die Ehrenbürgerschaft von Oberneukirchen verliehen.